# Classe Liberty

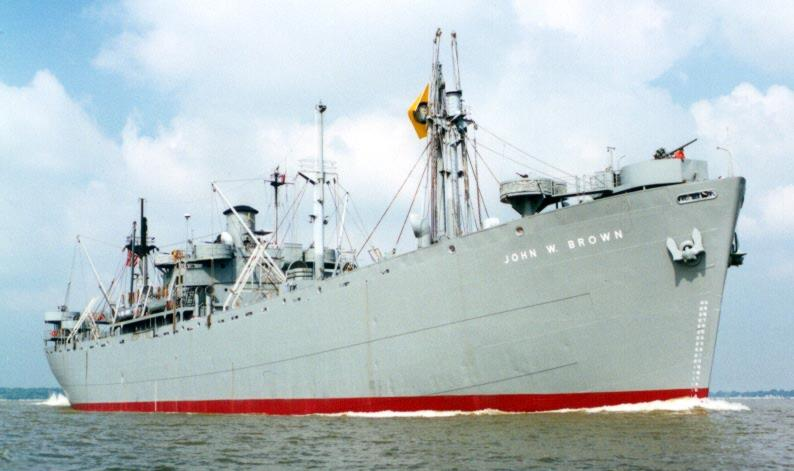
SS John W. Brown navio da Classe Liberty (2000).

A Classe Liberty é uma classe de navios cargueiro construídos nos Estados Unidos durante a Segunda Guerra Mundial.
Com desenho original britânico, as plantas foram adaptadas pelo engenheiro naval norte-americano William Francis Gibbs surgindo navios de baixo custo e rápidos de construir. Esta classe de navios simbolizou a produção industrial em massa da Segunda Guerra.

## Estaleiros
Cerca de dezoito estaleiros dos Estados Unidos construíram 2 751 navios do tipo Liberty entre os anos de 1941 e 1945. Esta é a maior classe de navios construídos em todos os tempos. Os primeiros navios levaram cerca de 230 dias para serem construídos (o Patrick Henry levou 244 dias), mas o tempo médio de produção por navio caiu para 39 dias em 1943.
- Alabama Drydock and Shipbuilding, Mobile, Alabama
- Bethlehem-Fairfield Shipyard, Baltimore, Maryland
- California Shipbuilding Corp., Los Angeles, Califórnia
- Delta Shipbuilding Corp., New Orleans, Luisiana
- J. A. Jones, Panama City, Flórida
- J. A. Jones, Brunswick, Geórgia
- Kaiser Company, Vancouver, Washington
- Marinship, Sausalito, Califórnia
- New England Shipbuilding East Yard, South Portland, Maine
- New England Shipbuilding West Yard, South Portland, Maine
- North Carolina Shipbuilding Company, Wilmington, Carolina do Norte
- Oregon Shipbuilding Corporation, Portland, Oregon
- Richmond Shipyards, Richmond, Califórnia
- St. Johns River Shipbuilding, Jacksonville, Flórida
- Southeastern Shipbuilding, Savannah, Geórgia
- Todd Houston Shipbuilding, Houston, Texas
- Walsh-Kaiser Co., Inc., Providence, Rhode Island

## Características técnicas

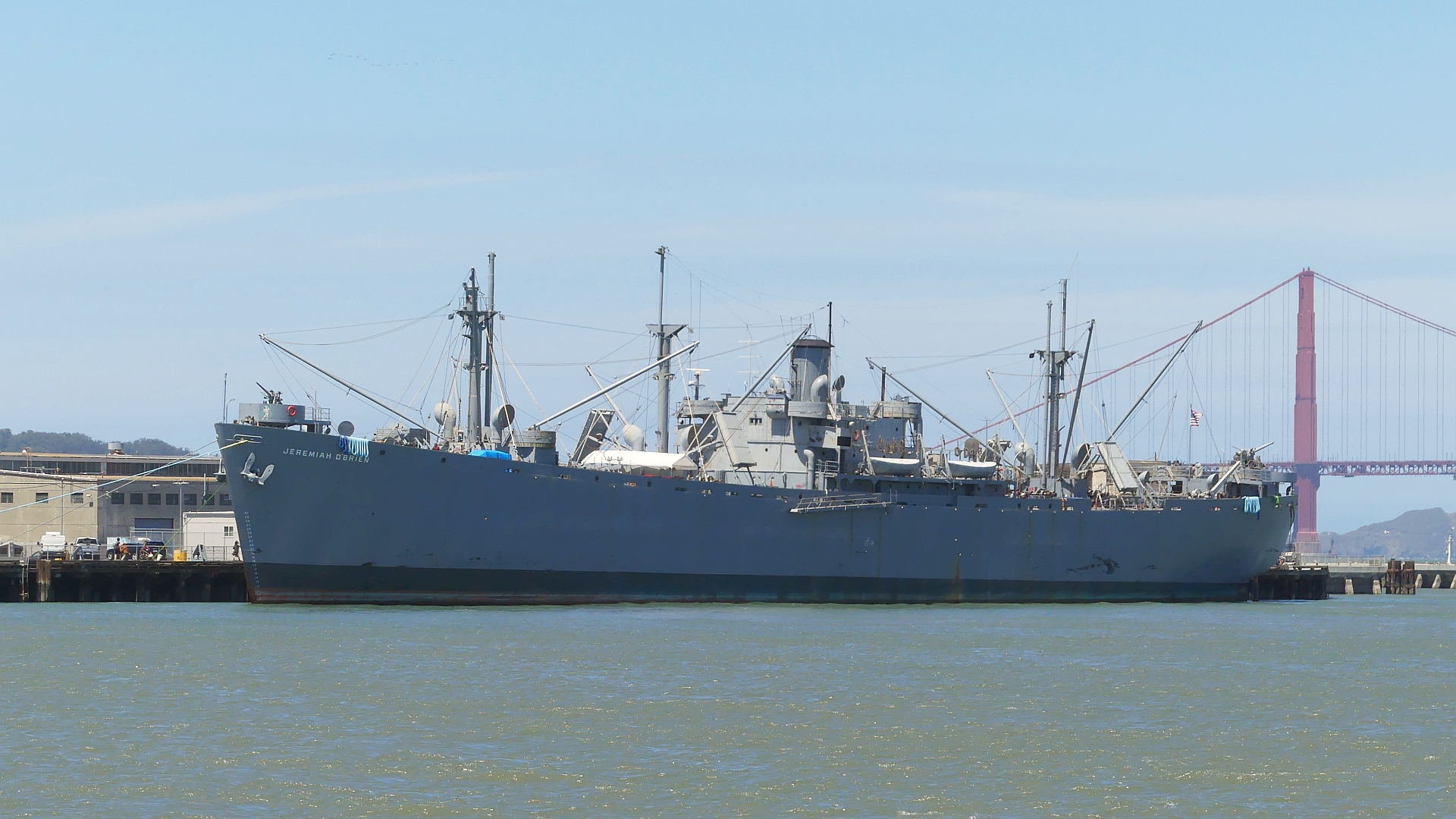
O SS Jeremiah O'Brien, em 2022.

- Deslocamento:	14.245 toneladas bruta (14.474 t)
- Comprimento:	135 m
- Boca:	17,3 m
- Calado:	8,5 m
- Propulsão:	Duas caldeiras a óleo, expansão tripla motor a vapor, eixo único, 2.500 cavalos de potência (1.864 kW)
- Velocidade:	11-11,5 nós (20 a 21 km / h)
- Autonomia:	23.000 milhas (37.000 km)
- Capacidade de carga:	10.856 toneladas de porte bruto
- Tripulação:	40 – 60 homens
- Armamento:	1 canhão Stern de 102 mm montado no deck para utilização contra os submarinos. Metralhadoras anti-aérea.

## Etapas de construção de um navio da classeLiberty
Construção de um navio Liberty no estaleiro Bethlehem Fairfield Inc. em Baltimore, Maryland (Março / Abril de 1943).

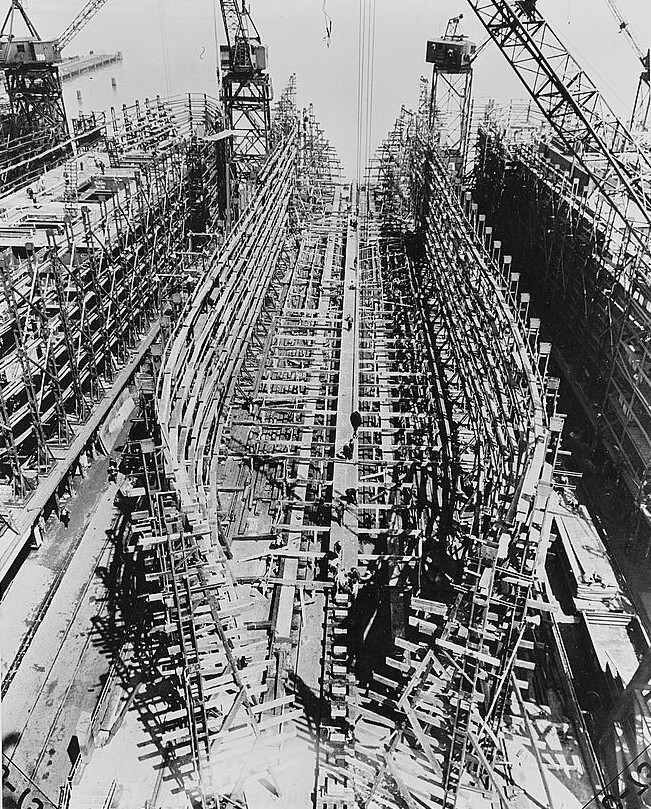
Kiellegung
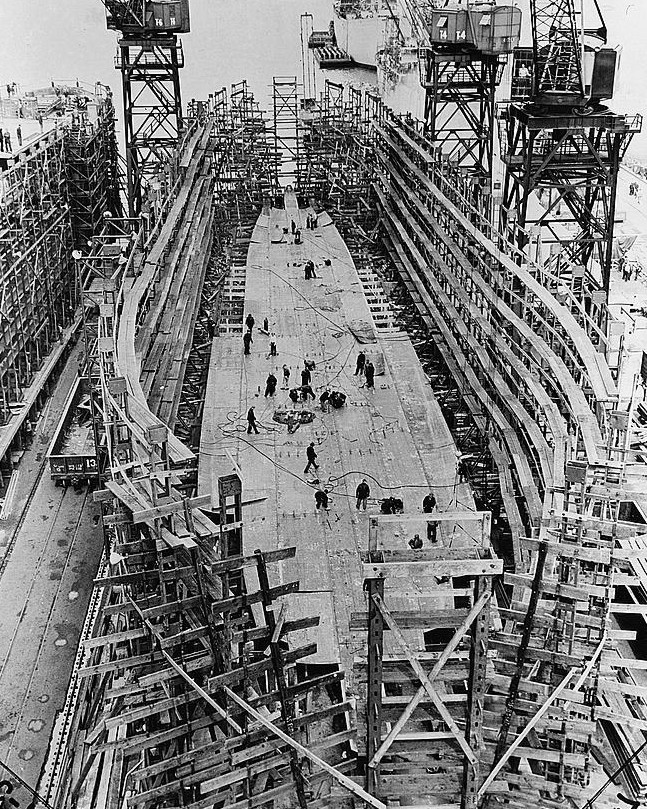
Construção do fundo do navio
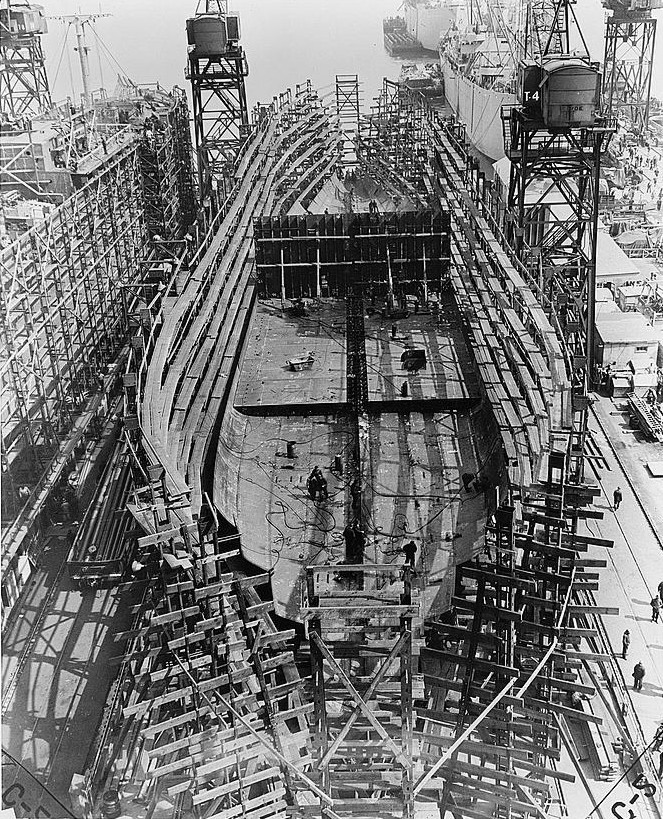
Construção da primeira das anteparas transversais
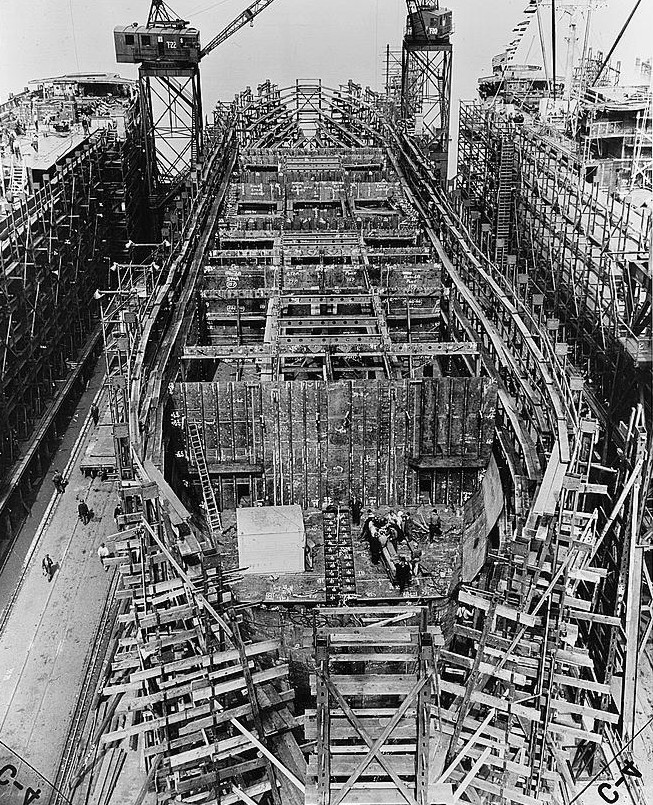
Construção das anteparas
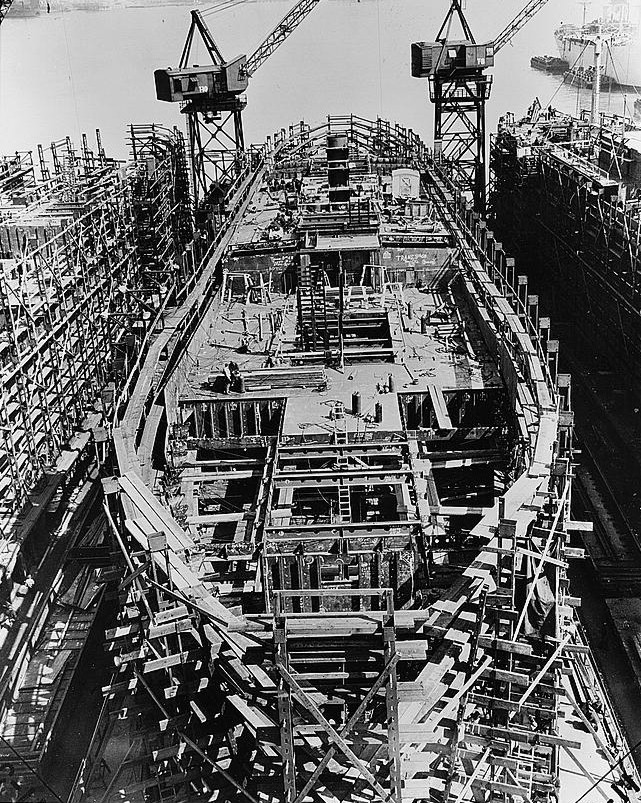
A construção do convés inferior
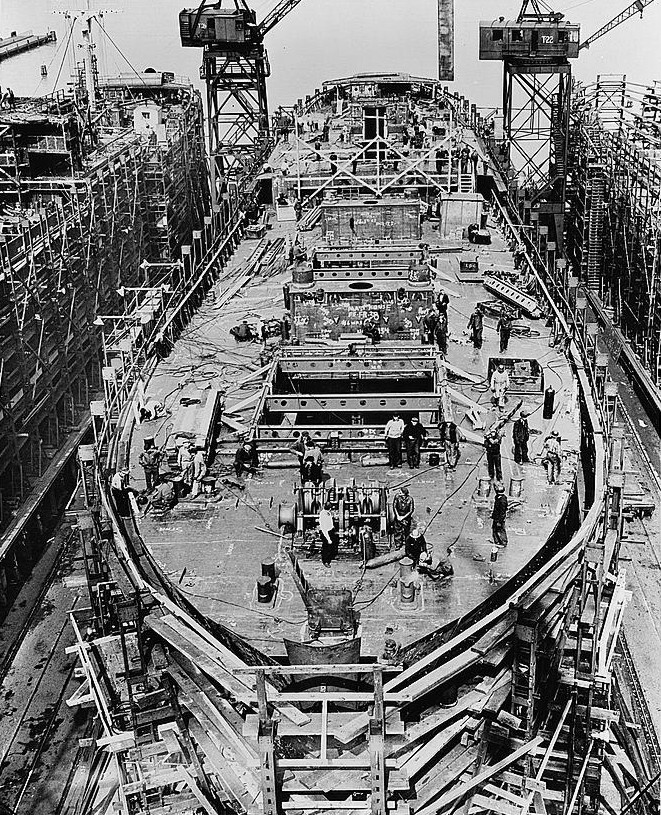
A construção do deck superior
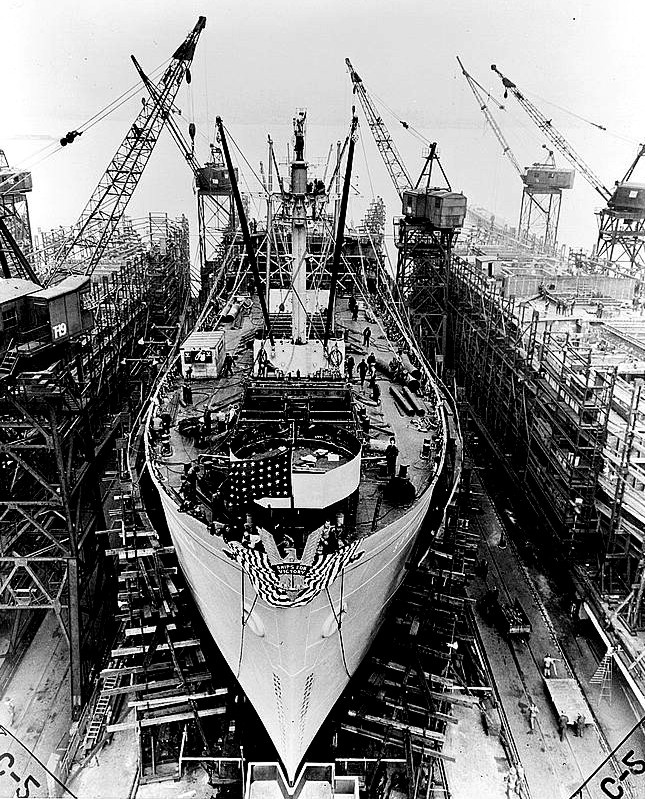
Concluído antes do lançamento
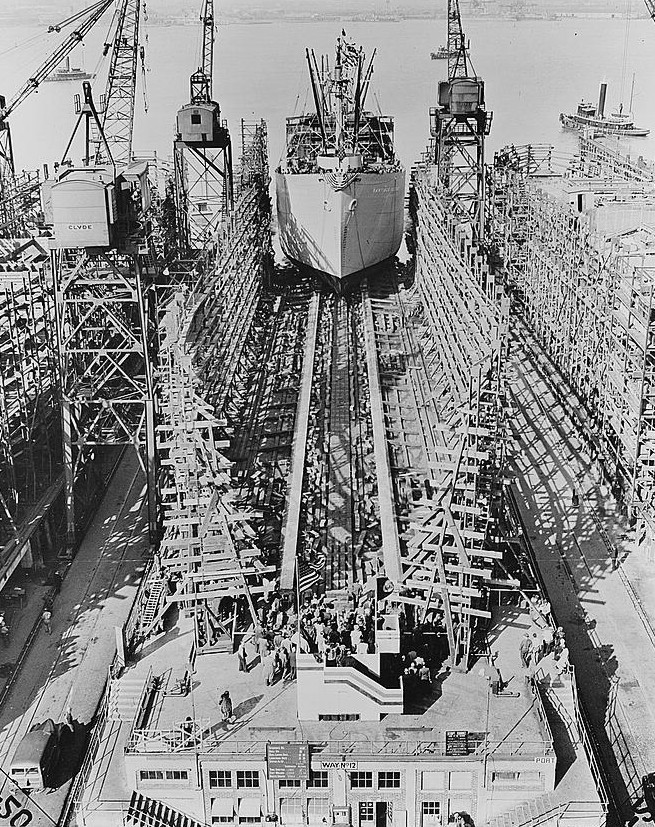
Lançamento